# 卢夫尔
卢夫尔（法語：Louvres，法語發音：[luvʁ] ⓘ）是法国法兰西岛大区瓦兹河谷省的一个市镇，属于萨塞勒区。

## 地理
卢夫尔（49°2'38"N, 2°30'19"E）面积11.33 平方千米，位于法国法蘭西島大區瓦兹河谷省，该省份为法国北部内陆省份，北起瓦兹省，西接厄尔省，南至塞纳-圣但尼省、上塞纳省和伊夫林省，东临塞纳-马恩省。
与卢夫尔接壤的市镇（或旧市镇、城区）包括：马尔利城、谢讷维耶尔-莱卢夫尔、埃皮艾莱卢夫尔、帕里西地区丰特奈、古桑维尔、法蘭西地區皮瑟、法兰西地区鲁瓦西、维勒龙。

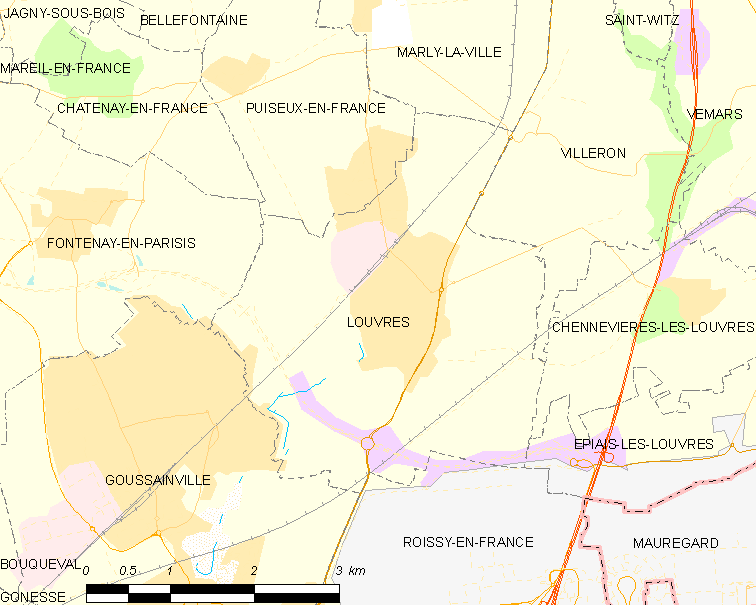
卢夫尔的OSM定位图

卢夫尔的时区为UTC+01:00、UTC+02:00（夏令时）。

## 行政
卢夫尔的邮政编码为95380，INSEE市镇编码为95351。

## 政治
卢夫尔所属的省级选区为古桑维尔县。

## 人口

1962-2008年间卢夫尔人口变化图示

卢夫尔于2022年1月1日时的人口数量为12226人。